# Agrilus depressifrons
Agrilus depressifrons é uma espécie de inseto do género Agrilus, família Buprestidae, ordem Coleoptera.
Foi descrita cientificamente por Kerremans, 1900.